# Hardya tenuis
Hardya tenuis är en insektsart som beskrevs av Ernst Friedrich Germar 1821. Hardya tenuis ingår i släktet Hardya och familjen dvärgstritar. Enligt den finländska rödlistan är arten nationellt utdöd i Finland. Enligt den svenska rödlistan är arten nära hotad i Sverige. Arten förekommer i Götaland, Gotland, Öland och Svealand. Artens livsmiljö är torra och karga moar. Inga underarter finns listade i Catalogue of Life.